# Burgemeester Rendorpstraat

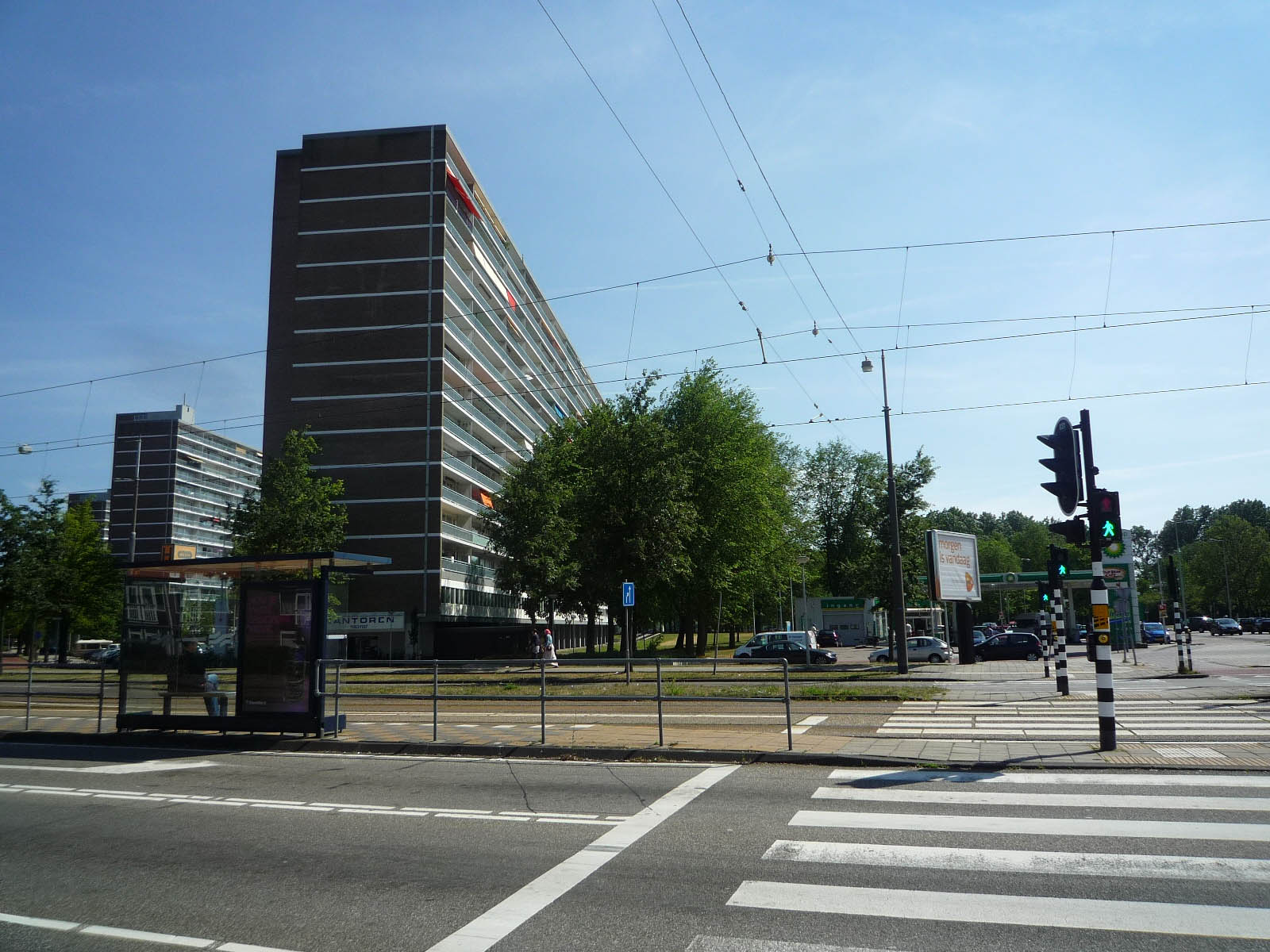
Burgemeester Rendorpstraat gezien vanaf de Burgemeester Röellstraat

De Burgemeester Rendorpstraat is een straat in Slotermeer in Amsterdam Nieuw-West. De straat loopt van de Burgemeester Van Tienhovengracht naar de Noordzijde aan de Sloterplas. De straat wordt halverwege gekruist door de Burgemeester Röellstraat.
De straat kreeg zijn naam in 1952 en werd vernoemd naar Joachim Rendorp (1728-1792), tussen 1781 en 1792 meermalen burgemeester van Amsterdam.